# Альціонієві
Альціонієві (Alcyoniidae) — родина шкірястих або м'яких коралів типу Cnidaria.

## Опис
Колонія Alcyonacea є жорсткою, твердою й негнучкою. Вона складається з крихітних поліпів, що виступають зі спільної шкірястої тканини. Члени родини можуть мати два види поліпів; аутозооїди мають довгі стовбури та вісім крихітних розгалужених щупалець і виступають зі спільної шкірястої тканини, тоді як сифонозооїди залишаються під поверхнею та качають воду для колонії. Вони виглядають як крихітні западини або горби серед вищих автозооїдів. Різні роди мають різні пропорції цих двох видів поліпів. Автозооїди з'являються лише тоді, коли колонія повністю занурена.

## Поширення і середовище проживання
Alcyonacea зустрічаються по всьому світу в помірних і тропічних морях. Вони часто є піонерними видами рифів і зустрічаються у відкритих для хвиль зонах рифових гребенів, менш каламутній воді в лагунах, на крутих схилах, під навісами та на глибині тридцяти метрів або навіть глибше.

## Біологія
Alcyonacea включають ендосимбіотичні водорості, звані зооксантеллами. Водорості піддаються фотосинтезу та виробляють цукор із сонячного світла. Ця їжа ділиться з господарем, який забезпечує водорості мінералами та укриттям. Періодично поверхневий шар шкірястої тканини скидається. Здається, це механізм позбавлення колонії від небажаного росту водоростей.
Під час дослідження Великого Бар'єрного рифу було виявлено, що популяція цих коралів була дуже стабільною. Було незначне хижацтво, низькі темпи росту, розмноження та смертності, мало нових колоній виникло і кілька зникло протягом трьох років.

## Роди
Роди:
- Alcyonium Linnaeus, 1758
- Anthothela Verrill, 1879
- Bellonella Gray, 1862
- Eleutherobia Puetter, 1900
- Gersemia von Marenzeller, 1878
- Hedera Conti-Jerpe & Freshwater, 2017
- Kotatea Kessel, Alderslade, Bilewitch, Schnabel, Norman, Tekaharoa Potts & Gardner, 2022
- Lateothela Moore, Alderslade & Miller, 2017
- Ushanaia Kessel, Alderslade, Bilewitch, Schnabel, Norman, Tekaharoa Potts & Gardner, 2022